# 4069 Blakee
4069 Blakee (1978 VL7) là một tiểu hành tinh vành đai chính được phát hiện ngày 7 tháng 11 năm 1978 bởi Eleanor F. Helin và Schelte J. Bus ở Palomar.